# Hearing
Hearing, engelska för utfrågning och förhör, är en process för utfrågning av områdessakkunniga personer eller grupper med inflytande i en viss fråga. Som en del i ett tidigt skede i policyprocessen anordnas ofta hearings hos den amerikanska kongressen, där metoden förekommer som en formell del i kommittéernas insamling av information och i analys av densamma.
Sedan 1988 har den Svenska riksdagens olika utskott möjlighet att arrangera offentliga utfrågningar som liknar de amerikanska.